# Wu Shude
Wu Shude   (Nanning, 18 de setembre de 1959) és un aixecador de peses xinès, ja retirat, que va competir durant la dècada de 1980.
El 1984 va prendre part en els Jocs Olímpics d'Estiu de Los Angeles, on va guanyar la medalla d'or en la categoria del pes gall del programa d'halterofília.
En el seu palmarès també destaca una medalla de bronze al Campionat del món d'halterofília de 1982 i una medalla d'or als Jocs Asiàtics de 1982.